# Arcana (czasopismo)
Arcana – dwumiesięcznik wydawany w Krakowie przez wydawnictwo Arcana od 1995 roku. 

## Historia
W 1994 skupiona wokół redaktora naczelnego Andrzeja Nowaka większość redakcji pisma „Arka”, wywodzącego się z drugiego obiegu wydawniczego, popadła w konflikt z twórcą tytułu i właścicielem wydawnictwa Arka-Press, Janem Polkowskim, na tle trudności finansowych pisma, samodzielnego pokrycia przez Nowaka kosztów numeru 52 poświęconego nauczaniu Jana Pawła II oraz niechęci Polkowskiego do radykalnie prawicowej linii redakcyjnej zapoczątkowanej przez Nowaka w 1991. Po zdymisjonowaniu Nowaka przez Polkowskiego jego zespół, w skład którego wchodzili Elżbieta Morawiec, Jan Prokop, Wiesław Szymański, Maciej Urbanowski i Andrzej Waśko, przeniósł się w grudniu 1994 na ul. Dunajewskiego, gdzie kontynuował zainicjowane pod szyldem „Arki” cykle i tematy na bazie utworzonego w 1994 wydawnictwa Arcana. Pierwszy numer „Arcanów” ukazał się w styczniu 1995 roku.

## Redakcja
Pierwszym redaktorem naczelnym był do końca 2012 historyk Andrzej Nowak. W latach 2013–2014 redaktorem naczelnym był Krzysztof Szczerski. Od 2015 redaktorem naczelnym jest Andrzej Waśko.
W 2023 w skład redakcji czasopisma wchodzili: Zuzanna Dawidowicz, Jan Dawidowicz, Bogdan Gancarz, Jerzy Gizella, Henryk Głębocki, Agnieszka Kurnik, Olga Płaszczewska, Maciej Urbanowski.
Do stałych współpracowników „Arcanów” należą m.in. Jacek Bartyzel, Leszek Długosz, Krzysztof Dybciak, Barbara Fedyszak-Radziejowska, Tomasz Gabiś, Jerzy Gizella, Krzysztof Koehler, Ryszard Legutko, Elżbieta Morawiec, Jakub Polit, Jan Prokop, Maciej Urbanowski i Wojciech Wencel. Linię polityczną pisma charakteryzuje niechęć do postsolidarnościowej lewicy spod znaku Unii Wolności i do postkomunistów, a także otwartość na różne odłamy prawicy, ze szczególnym uwzględnieniem radykalnej prawicy.
Czasopismo poświęcone jest kulturze, historii i polityce. W latach 1996–1998 na literaturę przypadało 31% opublikowanych wypowiedzi, na historię – 26% i na politykę z gospodarką – 21%. Nakład wynosi 2500 egzemplarzy.

## Redaktorzy naczelni
- prof. Andrzej Nowak (1995–2012)[5]
- dr hab. Krzysztof Szczerski (2013–2015)[5]
- dr hab. Andrzej Waśko (od 2015)[5]